# Président de la république du Soudan
Le président de la République du Soudan est le chef de l'État soudanais.